# Makak lwi
Makak lwi, makak wanderu, wanderu, uanderu (Macaca silenus) – gatunek ssaka naczelnego z podrodziny koczkodanów (Cercopithecinae) w obrębie rodziny koczkodanowatych (Cercopithecidae) występujący w lasach monsunowych i deszczowych południowo-zachodnich Indii.

## Taksonomia
Gatunek po raz pierwszy zgodnie z zasadami nazewnictwa binominalnego opisał w 1758 roku szwedzki przyrodnik Karol Linneusz, nadając mu nazwę Simia silenus. Miejsce typowe według oryginalnego opisu to „Azja: Cejlon, Jawa itd.” (łac. Habitat in Asia: Zeylona, Java &c.), poprawione w 1975 roku przez Jacka Foodena do głębi lądu z Wybrzeża Malabarskiego, w Ghatach Zachodnich, w Indiach. Linneusz swój opis oparł na wcześniejszych autorach, a nie na bezpośrednim badaniu przedstawiciela tego gatunku; w 1975 roku Fooden wyznaczył neotyp, którym był osobnik trzymany w niewoli i wystawiany na targach w Paryżu, w 1766 roku zilustrowany i opisany pod nazwą „Ouanderou” przez Buffona.
M. silenus należy do grupy gatunkowej silenus.
Autorzy Illustrated Checklist of the Mammals of the World uznają ten takson za gatunek monotypowy.

### Etymologia
- Macaca: port. macaca, rodzaj żeński od macaco „małpa”; Palmer sugeruje, że nazwa ta pochodzi od słowa Macaquo oznaczającego w Kongu makaka i została zaadoptowana przez Buffona w 1766 roku[16].
- silenus: w mitologii greckiej Silenus (gr. Σειλήνος Seilēnos) był przywódcą satyrów[17].

## Zasięg występowania
Makak lwi występuje w południowo-zachodnich Indiach, na wzgórzach Ghatów Zachodnich w Karnatace, Kerali i Tamilnadu, z zasięgiem rozciągającym się od Ghatów Anshi na północy po wzgórza Kalakkad na południu, na wysokości 800–1300 m n.p.m.

## Morfologia
Długość ciała (bez ogona) samic 42–46 cm, samców 51–61 cm, długość ogona samic 25–32 cm, samców 24–39 cm; masa ciała samic 2–6 kg, samców 5–10 kg; dorosłe samice są o 33% mniejsze od dorosłych samców. Zwierzę o długiej, czarnej sierści i nagiej twarzy. Wokół głowy wyrastają pęki szarych włosów.

## Tryb życia
Makak lwi prowadzi dzienny tryb życia. Jest wszystkożerny, ale preferuje owoce. Żyje na drzewach w rodzinnych grupach składających się zwykle z 4 do 34 osobników, z jednym do trzech dorosłych samców.
Samica rodzi 1 młode po trwającej ok. 180 dni ciąży. Wanderu dojrzewają w wieku 5 lat.

## Ochrona
W Czerwonej księdze gatunków zagrożonych Międzynarodowej Unii Ochrony Przyrody i Jej Zasobów został zaliczony do kategorii EN (ang. endangered ‘zagrożony’). Przez długi czas prowadzony był handel dla potrzeb ogrodów zoologicznych, sprzedawany był także jako zwierzę domowe. Makak lwi został ujęty w Załączniku I konwencji waszyngtońskiej (handel zabroniony).